# Народжений вільним
«Народжений вільним» — американський драматичний телефільм 2005 року. Режисерка Олена Ланська. Сюжет заснований на оповіданні радянського письменника Михайла Шолохова «Лоша». Прем'єра фільму відбулася 6 лютого 2005 року в Сполучених штатах Америки на телеканалі Hallmark Channel. У 2006 році фільм отримав Премію гільдії сценаристів США.

## Сюжет
Дія фільму відбувається в 1864 році під час Громадянської війни в США. Кобила одного з солдатів Першої Мічиганської кавалерії Союзу Джима Ребба народила лоша, якого назвали Кольт. Офіцер наказав бійцеві застрелити лоша, бо воно могло стати тягарем при пересуванні підрозділу, але солдат бачить в народженні знак надії на перемогу і відмовляється виконувати наказ. Під час нападу конфедераційних військ на табір, лоша крадуть. Джим змушений ризикувати своїм життям, щоб його повернути.

## У ролях
- Раян Мерріман — Джим Ребб
- Стів Бачич — сержант Лонгакр
- Вільям Макдональд — сержант Вудрафф
- Дарсі Белшер — Конвінгтон
- Скотт Хейндл — лейтенант Хаттон
- Пітер Лакруа — капітан Торндейл
- Хейг Сазерленд — Хатч
- Колбі Йоханнсон — Клірі
- Меттью Холмс — Стентон

## Нагороди
У 2006 році фільм отримав Премію гільдії сценаристів США.

## Відгуки
Фільм «Народжений вільним» отримав суперечливі оцінки кінокритиків. Хел Еріксон охарактеризував фільм як розповідь про невинність у розпал найбільш кровопролитної війни в Америці.